# Anacleto Guadagnini
Anacleto Guadagnini, né en 1832 à Bologne et mort en 1919 probablement dans la même ville, est un peintre moderne italien du XIXe et XXe siècles ayant eu des inspirations néo-classiques. Il était actif principalement à Bologne.

## Biographie
Né et ayant établi domicile à Bologne, Anacleto Guadagnini a étudié sous son père, Gaetano, mais est devenu peintre au lieu de sculpteur. Il était connu pour ses scènes de genre, mais n'a exposé que quelques peintures, à Milan et à Turin. Peu de ses œuvres sont connues puisqu'il n'a que peu exposé. À Milan, il a exposé en 1881 une Nativité et une Mezza strada, deux tableaux qu'il appréciait, tout comme une œuvre intitulée l'Épouse de Putiphar exposée à Turin en 1884. 

## Œuvres
Liste non-exhaustive de ses œuvres: 
- Giovane donna con bambino in bracio (L'incendio), huile sur toile, 118 × 86,5 cm, date inconnue, collection privée en Italie[3],[4];
- La preghiera al Doge, tempera, 18 × 24 cm, date inconnue, collection privée[3];
- Paysanne italienne assise, aquarelle, 20 × 15 cm, 1855, vendue aux États-Unis en 1998, collection privée[4];
- Femme, assise, portant un chapeau à plumes et tenant un parapluie, aquarelle, 26 × 20 cm, 1864, vendue par Wolfs aux États-Unis en 1998, collection privée[4];

## Publications
- R. Pinacoteca di Bologna - Catalogo dei quadri, Anacleto Guadagnini, Edizione Zamorani e Albertazzi, Bologne, 223 pages[5].